# Dolmen de Coët-Courzo
Le dolmen de Coët-Courzo est un dolmen de Locmariaquer, en France.

## Description
Le dolmen se situe peu après la sortie du bourg de Kercadoret en direction du lieu-dit de Coët-Courzo, à 3 km au nord-ouest du centre de Locmariaquer. Le monument est érigé en bordure d'un champ, près de la route,,. Le dolmen de Kercadoret est distant d'environ 500 m, à l'ouest.
Le monument mégalithique est constitué de cinq orthostates de petite taille, supportant une dalle de couverture,,,.

## Historique
Le monument date du Néolithique.